# Porto di Capodistria
Il porto di Capodistria (in sloveno: Luka Koper) è un porto commerciale situato a Capodistria, in Slovenia. Il porto si trova nella parte settentrionale del Mare Adriatico, collegando principalmente i mercati dell'Europa centrale e sud-orientale con il Mar Mediterraneo e l'Estremo Oriente.
Il porto di Capodistria è l'unico porto marittimo sloveno, movimentando circa due terzi del totale dei traffici marittimi destinati all'entroterra nazionale.
A differenza di altri porti europei, gestiti dalle autorità portuali, le attività del porto di Capodistria comprendono la gestione della zona franca, la gestione dell'area portuale e il ruolo di operatore del terminal.

## Storia
Dalla sua fondazione durante il periodo della Repubblica romana, il commercio marittimo ha giocato un ruolo importante nella storia e nello sviluppo di Capodistria. All'inizio dell'XI secolo la città ricevette la charta dell'imperatore romano Corrado II, mentre nel XIII secolo i patriarchi di Aquileia concessero a Capodistria il dominio sull'entroterra istriano settentrionale. Nel 1279 Capodistria fu annessa alla Repubblica di Venezia e divenne il centro commerciale e amministrativo preminente dell'Istria. Dopo la caduta di Venezia nel 1797, l'intera regione passò alla monarchia asburgica e, per un breve periodo, Capodistria fu conosciuta come Porto Imperiale Austriaco.

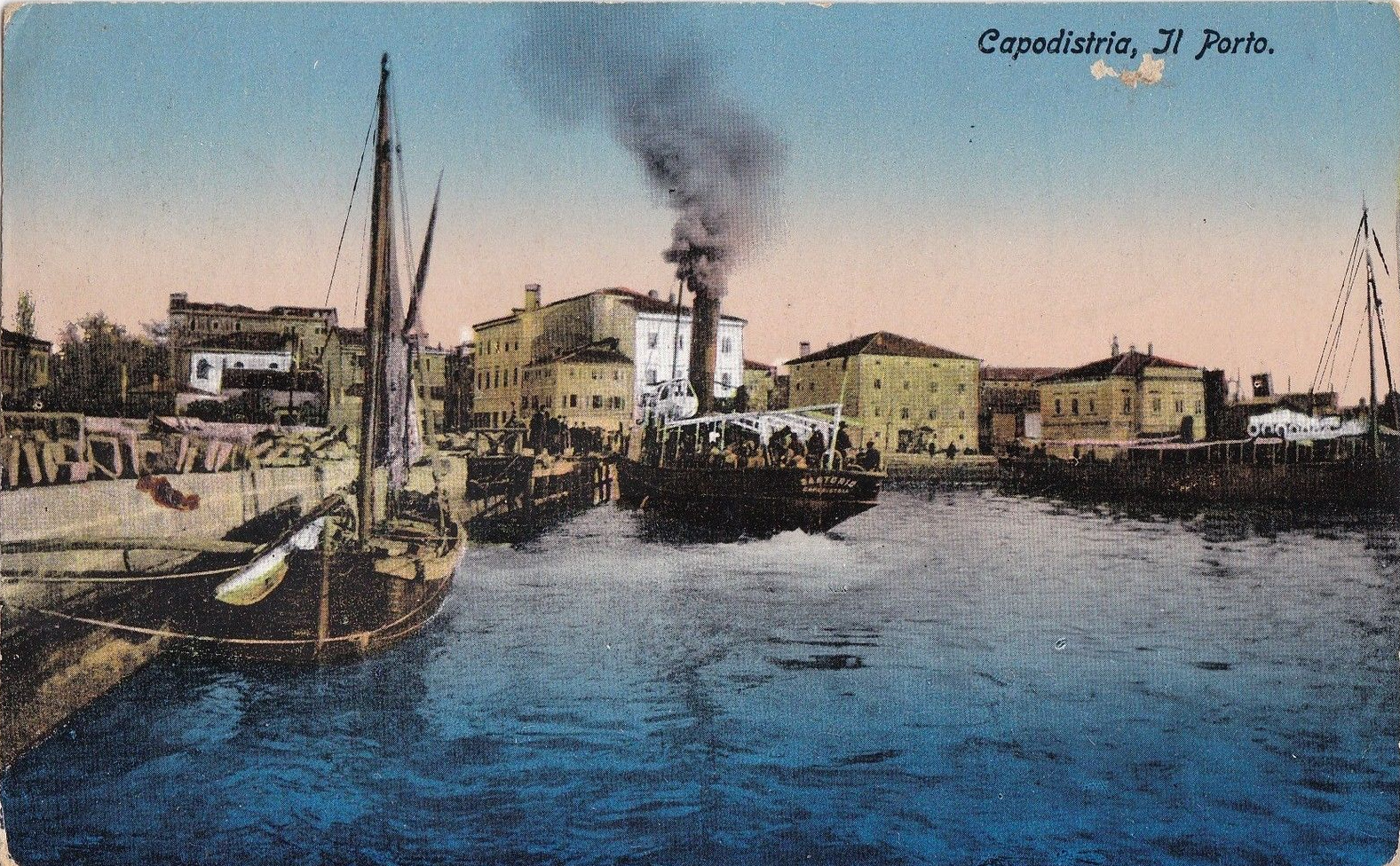
Il porto di Capodistria all'inizio del XX secolo

Quando le vicine città di Trieste e Fiume furono proclamate porti franchi nel 1719, lo status, il commercio e l'influenza di Capodistria cominciarono a diminuire. Il crollo della Repubblica di Venezia e il trasferimento del potere amministrativo e politico locale a Trieste che seguì, accelerò ulteriormente questo declino. La stagnazione marittima e commerciale di Capodistria continuò, prima sotto il dominio asburgico e poi dopo il 1919 sotto il dominio italiano. A seguito del passaggio de facto alla Jugoslavia nel 1945, l'insicurezza sul suo futuro continuò anche nel dopoguerra, durante il periodo del Territorio Libero di Trieste. Lo status di Capodistria venne infine definito nel 1954 con la firma del Memorandum di Londra, con il quale la cosiddetta "zona B" (da Capodistria in giù) fu assegnata alla Jugoslavia. La divisione del Territorio Libero di Trieste portò all'emigrazione di massa degli italiani che vivevano nelle città costiere istriane.
Alla ricerca di nuove possibilità per lo sviluppo dell'area, un gruppo di investitori iniziò a considerare le potenzialità per la costruzione di un porto marittimo internazionale. Nel 1957 venne presentato un programma di investimenti per lo sviluppo di 135 metri della costa settentrionale di Capodistria, mentre il 23 maggio dello stesso anno fu fondata la prima società di movimentazione e stoccaggio Pristanišče Koper.

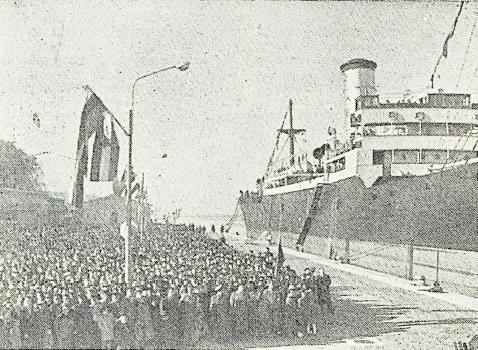
Inaugurazione del porto commerciale nel 1958

Nel 1957, dopo i sondaggi eseguiti in agosto sul fondale marino dalla draga galleggiante Peter Klepec, iniziò a dicembre la cementificazione dell'area intorno al primo ancoraggio. Allo stesso tempo, vennero iniziati i lavori per un argine nell'accesso di Stanjon, e così le aree operative del nuovo porto iniziarono a prendere forma attraverso un continuo processo di dragaggio e accumulazione. Alla fine il porto di Capodistria fu autorizzato a far parte dell'Associazione dei porti jugoslavi (Združenje jugoslovanskih luk) e nell'ottobre del 1958 ricevette il consenso statale per il suo programma di investimenti.
Nonostante lo sviluppo in un'epoca in cui le importazioni stavano aumentando, il porto di Capodistria soffriva la concorrenza dei vicini porti di Trieste e Fiume. Ad ogni modo, il porto è andato progressivamente sviluppandosi, anche grazie alla cooperazione commerciale con aziende di generi alimentari e legname (tra cui l'amministrazione nazionale dei magazzini e dei silos, Emona, Slovenijales e Centroprom) che hanno deciso di cofinanziare o investire nella costruzione delle infrastrutture necessarie.
Sulla base della risoluzione del Consiglio dei lavoratori dell'azienda nell'ottobre 1961, Pristanišče Koper cambiò il suo nome in Luka Koper e iniziò ad operare come impresa sociale e gestita. Gli obiettivi dell'azienda erano chiari e alla fine del 1962 le sue attività integrate funzionavano in modo efficiente. Lo sviluppo continuò con l'acquisizione della cella frigorifera di Villa Decani e l'acquisto di unità di disinfezione e maturazione della frutta. Nel 1962, la movimentazione annuale ammontava a 270.000 tonnellate. Le merci che attraversano il porto erano per la maggior parte trasportate su strada, una piccola parte su rotaia fino a Cosina, e da lì trasportate su camion fino a Capodistria e viceversa.
Le importazioni erano destinate ai mercati sloveno e serbo (diversamente dalla vicina Croazia, la Serbia non ha il suo accesso al mare). Nei primi anni '60, le merci marittime in uscita, le esportazioni dal continente europeo, ammontavano a solo il 20% del traffico totale, mentre la quota di merci in transito era altrettanto bassa. Nel 1963 venne creata la zona franca che portò all'aumento del volume delle merci (628.456 tonnellate), in particolare delle importazioni di grano, riso, fertilizzanti e foraggi. Grazie a tali risultati, il porto di Capodisria guadagnò la fiducia delle azienda straniere, registrando un'ulteriore crescita.
L'accelerazione dello sviluppo e la crescita operativa del porto di Capodistria (nel 1966 le merci lavorate ammontavano a 788.616 tonnellate) portarono alla luce l'inadeguatezza delle infrastrutture di comunicazione con l'entroterra, in particolare i problemi legati al coordinamento del trasporto ferroviario e stradale tra Capodistria e Slovenia hanno aumentato i costi di controstallia di navi, carri e camion.
Sia le autorità jugoslave che quelle slovene non erano d'accordo alla realizzazione di un collegamento ferroviario per Capodistria, cosicché il porto di Capodistria dovette essa stessa finanziarsi lo studio iniziale e la documentazione del progetto. Nel 1964, in seguito a trattative approfondite, l'impresa commissionò il progetto e iniziò i lavori per la nuova ferrovia Bresenza-Capodistria. Nonostante le difficoltà finanziarie e tecniche dovute all'asperità del territorio moltano, i lavori di costruzione procedettero gradualmente e la cerimonia di inaugurazione, avvenuta il 2 dicembre 1967, segnò l'inizio dei lavori sulla linea di 31 chilometri tra Capodistria e Bresenza.
Poco dopo, le disposizioni adottate dal Consiglio esecutivo federale jugoslavo diedero nuovo slancio allo sviluppo del porto di Capodistria, in particolare consentendo alle imprese straniere di investire in aziende locali attive nella zona franca del porto. La costruzione del terminale per i liquidi sfusi fu una delle conseguenze tangibili di queste disposizioni.
Nel 1967 i prodotti alimentari rappresentavano ancora la maggior parte delle merci in transito per Capodistria: la frutta tropicale ammontava a 113.000 tonnellate, collocando il porto di Capodistria in cima alla lista dei porti jugoslavi che gestivano tali prodotti deperibili. Anche le altre merci in transito aumentarono, in particolare quelle dirette in Cecoslovacchia (140 572 tonnellate), Ungheria (49 645 tonnellate), Germania occidentale (47 592 tonnellate), Austria (15 039 tonnellate), Italia (11 369 tonnellate), Svizzera (1 680 tonnellate), nonché Bulgaria, Romania e Unione Sovietica (per un totale complessivo di 12 479 tonnellate). Tra il 1968 e il 1977 lo sviluppo del porto di Capodistria dipese esclusivamente dalle risorse locali, in particolare dai profitti propri dell'impresa e dai prestiti ottenuti; l'elevato livello di indebitamento e il rapido sviluppo causarono però una serie di difficoltà economiche e operative.
L'investimento più importante del 1968 fu la costruzione del terminal dei combustibili liquidi, entrato in funzione nel novembre dello stesso anno. Infatti, i derivati del petrolio hanno registrato i maggiori tassi di crescita annua negli anni di garanzia. La ferrovia si stava dimostrando un ottimo investimento e gli oppositori ancora più accaniti del progetto furono finalmente costretti ad ammettere il suo valore. Grazie all'opinione pubblica favorevole e agli ottimi risultati, la ferrovia di Capodistria fu inserita ufficialmente nella rete ferroviaria nazionale. Allo stesso tempo lo Stato si impegnò in un abbuono di interessi sui prestiti ottenuti per lo sviluppo dell'infrastruttura portuale, azione che alleviò notevolmente l'indebitamento della società, in particolare per quanto riguarda il finanziamento dell'infrastruttura ferroviaria e portuale. L'accelerazione dello sviluppo e gli ingenti oneri derivanti da tali investimenti incessanti incisero però ugualmente sul flusso di cassa e sulla solvibilità, mentre le condizioni di lavoro si deteriorarono, comportando un notevole ricambio del personale: nel 1969 vennero assunti 703 nuovi lavoratori, mentre 490 lasciarono l'azienda portuale. A causa della carenza di manodopera domestica, vennero assunti lavoratori provenienti dalle altre repubbliche iugoslave. Tali situazioni ebbero un impatto negativo sulle attività del porto di Capodistria e le contromisure adottate riuscirono a migliorare solo leggermente la situazione.
Nel 1968, per la prima volta, il carico marittimo annuale superò la soglia del milione di tonnellate di merci; solo due anni dopo, la quantità era di quasi due milioni di tonnellate. Oltre ai derivati del petrolio, aumentò anche la portata del carico generale, attribuibile principalmente al rilancio del commercio sloveno.
Il porto di Capodistria rilanciò la sua attività movimentando una varietà di merci, in particolare frutta, legname, grano e foraggio, merci generali e olio. Inizialmente, le importazioni rappresentarono più della metà della produzione e solo il 10% delle esportazioni slovene. Il saldo era costituito da merci in transito destinate ai paesi dell'Europa dell'est.
Gli anni '70 videro un rallentamento nell'aumento del traffico merci: il tasso di crescita medio annuo passò al 2,6%, con un aumento inferiore al 30% nel corso del decennio. Questa decelerazione fu una conseguenza dell'elevato grado di indebitamento delle imprese, dell'aumento del costo del lavoro e dell'instabilità organizzativa.
A partire da questo periodo, il porto di Capodistria iniziò a specializzarsi sempre più e a concentrarsi su alcuni tipi di carico. Il volume della produzione di legname aumentò, mentre i carichi di minerali lavorati e grezzi divennero sempre più frequenti. Oltre al petrolio, venivano movimentati anche altri carichi liquidi, come prodotti chimici, vino e olio vegetale. Container e Ro-Ro furono innovazioni fondamentali degli anni '70, per i quali nel 1979 entrò in funzione un terminal specializzato.
In quest'epoca, la metà delle merci movimentate, esclusi i derivati del petrolio, riguardò il mercato interno, di cui le importazioni rappresentavano il 35 per cento e le esportazioni il 15 per cento del totale. L'altra metà era costituita da merci in transito provenienti dalla Cecoslovacchia, dall'Ungheria e dall'Austria.

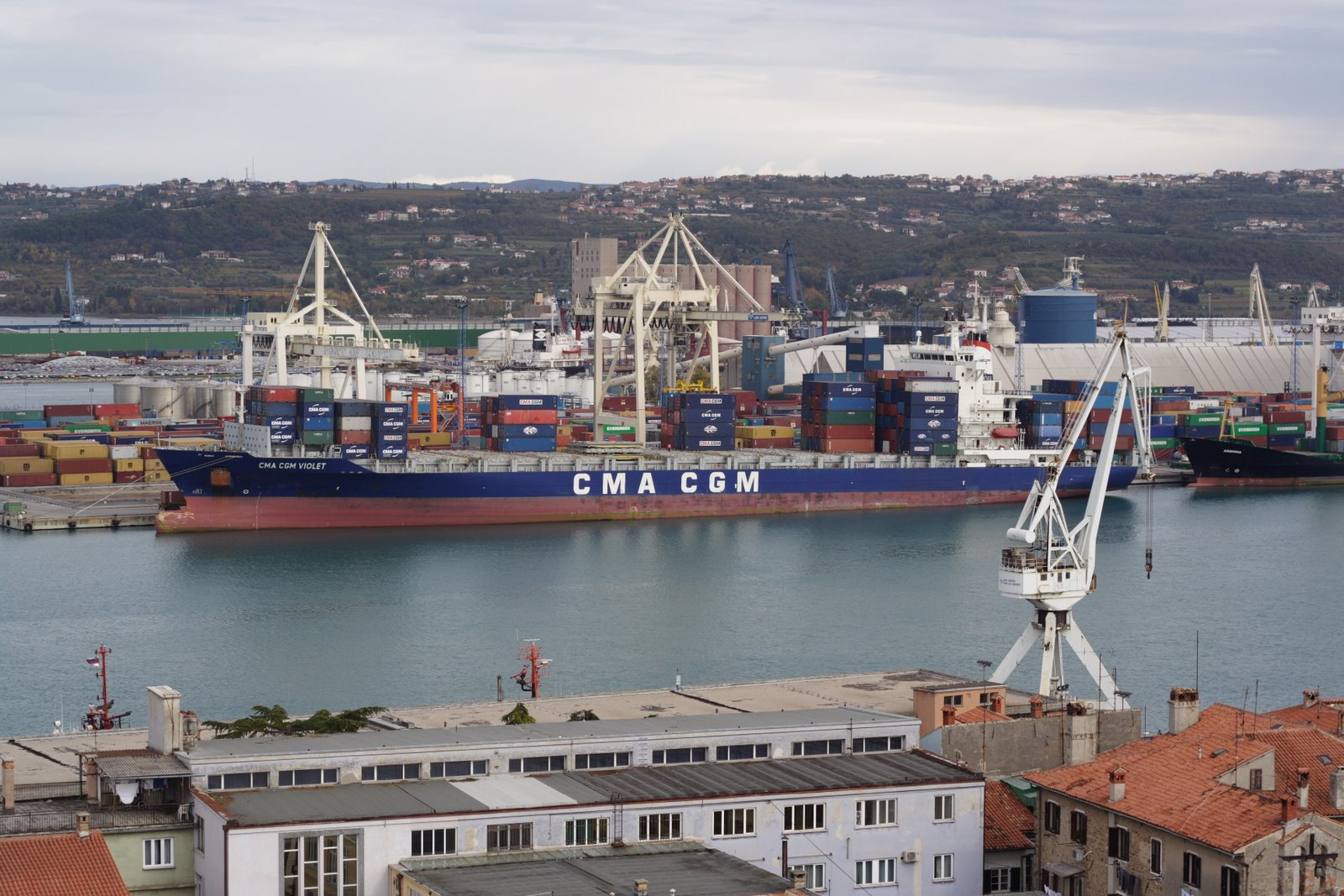
Il porto commerciale

Gli anni '80 portarono il porto di Capodistria ad un ulteriore sviluppo: la produzione totale fu più che raddoppiata, mentre la gamma di capacità è stata estesa a quelle che il porto ha fino ad oggi. Le importazioni di alluminio iniziarono nel 1990, mentre i carichi di rinfuse secche aumentarono di otto volte nel corso del decennio.
Inoltre, negli anni '80 si assistette alla prima grande spedizione di automobili, commercio che nel corso degli anni si svilupperà in uno dei più importanti settori di attività. La seconda metà del decennio fu caratterizzata da una notevole riduzione della produzione di legname grezzo e di frutta, dovuta principalmente alla più diffusa introduzione dei container.
La percentuale di merci in transito aumentatò nel corso degli anni 1980, in particolare per l'Austria. Dal 1990, l'attività complessiva di Capodistria con l'Ungheria e la Cecoslovacchia è pari a circa il 10% ciascuna.
Gli ultimi anni del XX secolo furono caratterizzati da una crescita dinamica, sostenuta da una ripresa dell'economia slovena. La fine degli anni '90 segnò un periodo di sviluppo particolarmente riuscito per il porto di Capodistria, mentre tra il 1990 e il 2000 il traffico merci è aumentato di oltre il 70%, ossia di circa l'8% all'anno.
Dal 2000, il porto di Capodistria iniziò a movimentare nuovamente 300.000 tonnellate di legname all'anno, mentre il volume dei derivati del petrolio ha triplicato il livello dei primi anni '90. Viceversa, l'aumento del traffico di minerali di ferro e carbone è stato limitato. La produttività dei veicoli è aumentata di diciassette volte in un solo decennio. Alla fine degli anni '90 si è assistito anche all'ammodernamento delle attività zootecniche. Sebbene la crescita del trasporto merci in container sia continuata, è aumentata solo del 20% nel corso del decennio, quale conseguenza dell'instabile situazione politica ed economica vissuta in molti degli stati dell'entroterra all'inizio degli anni '90.
Gli anni '90 hanno visto anche la creazione di una struttura del mercato del trasporto merci che persiste ancora oggi. Circa un terzo del traffico totale era attribuibile al mercato interno sloveno, mentre i paesi dell'entroterra di Capodistria rappresentavano il resto. Nel 2000, l'Austria era al primo posto con oltre due milioni di tonnellate di merci all'anno, mentre l'Italia rappresentava un significativo 10% del totale.
Dal 2000 al 2006, la portata in containerizzazione, veicoli, legname, carichi liquidi (escluso il petrolio) e cereali, sono raddoppiati, mentre il carico generale è aumentato di oltre il 50%.
La crescita più intensa è stata registrata nel commercio con l'Ungheria, che nel 2006 ha superato il milione di tonnellate. Tuttavia, i clienti austriaci - con 3,5 milioni di tonnellate, ovvero un quarto della produzione totale - sono ancora in cima alla lista delle merci in transito, mentre anche il commercio con l'Italia, che ora rappresenta il 15% del business, è cresciuto rapidamente. Il mercato interno ha generato circa il 30% del fatturato. La produzione è aumentata in media del 7% all'anno.
Nel corso del 2006, il trasporto merci ha quasi raggiunto il livello di saturazione a causa dei limiti posti dal collegamento ferroviario a una sola linea con la rete nazionale. Negli ultimi anni la crescita del trasporto merci in container e dei veicoli è stata di particolare importanza per la prosperità del porto di Capodistria, rimanendo tra gli obbiettivi strategici di sviluppo del porto nel decennio successivo.

## Terminals

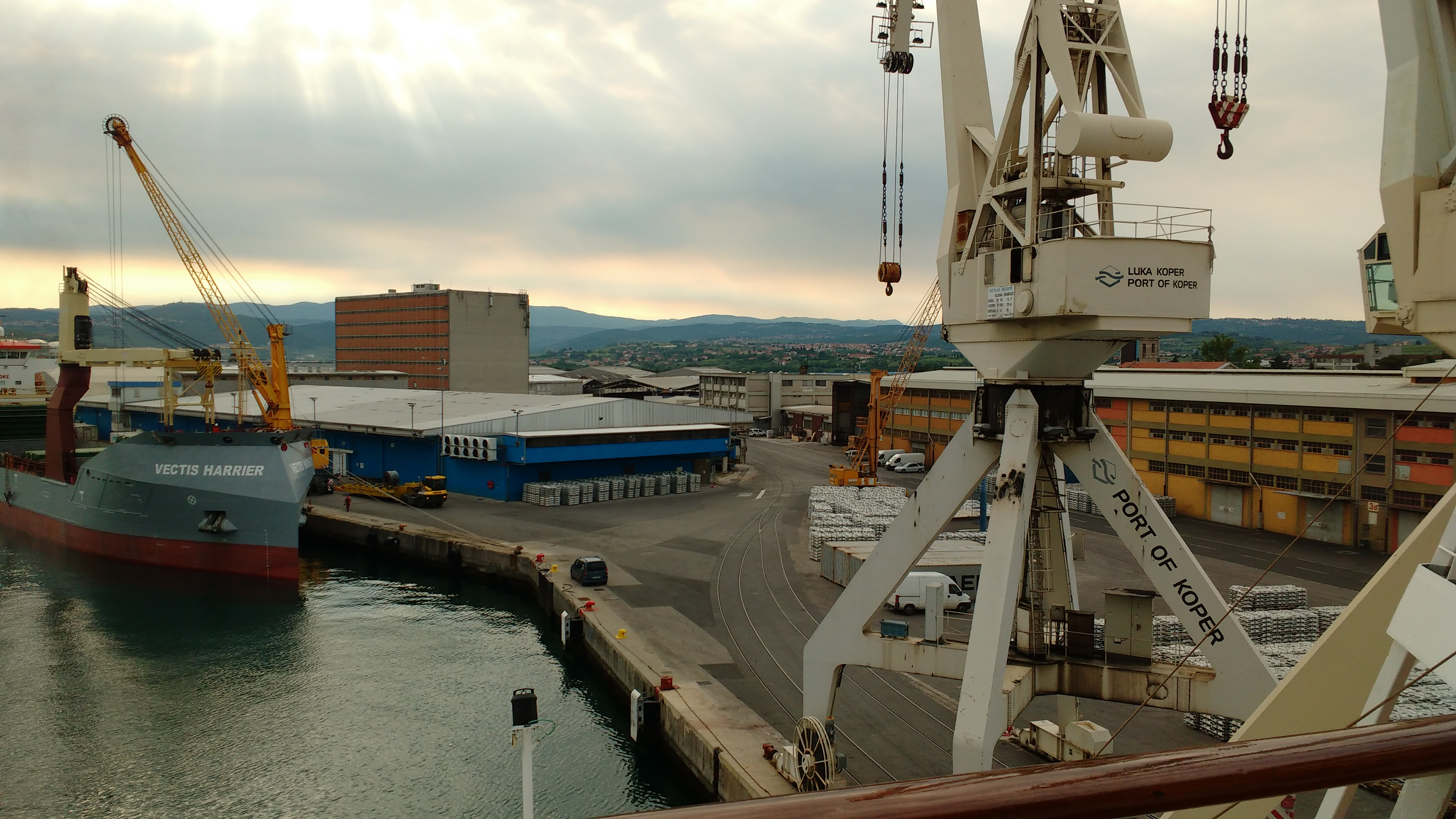
Terminal

Il porto di Capodistria è diviso in 12 terminal specializzati:
- Terminal per container e Ro-Ro
- Terminal per autoveicoli
- Terminal per merci generiche
- Terminal ortofrutticolo
- Terminal per legname
- Terminal per minerali
- Terminal per cereali e mangimi
- Terminal per alluminio
- Terminal per l'energia europea
- Terminal per merci liquide
- Terminal per animali
- Terminal per passeggeri

Il core business riguarda i servizi di movimentazione merci e stoccaggio per tutti i tipi di merci, integrati da una serie di servizi aggiuntivi per le merci con l'obiettivo di fornire un supporto logistico completo per i clienti. La società gestisce la zona commerciale e provvede allo sviluppo e alla manutenzione delle infrastrutture portuali.